# Fjärilsgardeniasläktet
Fjärilsgardeniasläktet (Tabernaemontana) är ett släkte i familjen oleanderväxter med 100–110 arter med pantropisk utbredning. Arten fjärilsgardenia (T. divaricata) odlas som krukväxt i Sverige.
Släktet innehåller städsegröna buskar och träd med mjölksaft. Bladen är motsatta. Blommorna är radiärsymmetriska och har vit krona med flikar som överlappar åt vänster. Ståndarknapparna är pillika vad basen. Frukten består av två fria karpeller.